# Samsung Star
Samsung Star (також відомий під індексом Samsung S5230 й іменами Tocco Lite,Avila) — один з перших мобільних телефонів з інтуїтивним touch- управлінням за доступною ціною. Апарат від Samsung Electronics підтримує віртуальну QWERTY-клавіатуру для спрощення набору тексту, у той час як великий екран із співвідношенням сторін 16:9 дозволяє розкрити широкі можливості телефону по роботі в мережі Інтернет. У деяких країнах телефон випущений під назвою Tocco Lite. Телефон був анонсований у березні 2009 року; випущений в травні цього ж року.

## Технічні характеристики
| Дисплей                        | Дисплей                              |
| ------------------------------ | ------------------------------------ |
| Тип                            | TFT, сенсорний (Резистивний дисплей) |
| Кольори                        | 256 тис.                             |
| Точки                          | 240х400                              |
| Камера                         |                                      |
| Якість мегапікселів            | 3.2 Mpix (2048x1536)                 |
| Формат зберігання картинок     | JPEG                                 |
| Формат зберігання відеороликів | MPEG-4, H.263                        |
| Цифровий зум                   | 4x                                   |
| Габарити і вага                |                                      |
| Вага                           | 92 г                                 |
| Висота                         | 106 мм                               |
| Ширина                         | 53 мм                                |
| Товщина                        | 11.9 мм                              |

## Платформа
- GSM і EDGE 850/900/1800/1900 Мгц

- UI: TouchWiz 1,0

- WAP Navigator 2.0, заснований на WebKit Open Source

- Java MIDP 2.0

## Батарея
- Li-Ion 1000 mAh

- До 10 годин у режимі розмови

- До 800 годин в режимі очікування

## Музика та звук
- Музичний плеєр

- Формати файлів: MP3, AAC, AAC +, E-AAC +, WMA, AMR, WAV

- Технологія 3D-звук (DNSe)

- Музичний архів

- Управління цифровими правами (DRM): WMDRM (АМП) OMADRM1.0 OMADRM2.0 (залежить від оператора)

## Ігри та розваги
- Вбудовані Java-ігри

- Вбудовані шпалери

- Подкастінг

- RSS-канали

- FM-радіо з RDS

## Офіс
- Перегляд документів: Так

- Мобільний друк із PictBridge

- Голосова пошта

- Автономний режим

## Повідомлень
- SMS / MMS

- Email (POP3/SMTP/IMAP4)

- Введення T9

- Повна клавіатура QWERTY в ландшафтному режимі.

- Датчик повороту екрану

## Пам'ять
- 50 Мб вбудованої

- До 8 Гб з SD / MC

- 2000 записів телефонної книги

- 500 повідомлень (200 входять, 200 відправлених, 50 вихідних, 50 чернеток)

## Функції виклику
- Гучний зв'язок

- Управління часом дзвінка

- Багатоканальність

## Моделі
У Південній Африці, Індії, Мексиці, Бразилії, Росії, Італії, Бельгії, Португалії та Австралії модель відома як Samsung Star. У Польщі — як Samsung Avila. У Пакистані телефон продається під назвою Samsung GT-S5233A але широко відомий як Samsung Star.
Телефон також доступний в 3G як Samsung S5600 (відомий у Ірландії як Samsung Кара і в Італії як Samsung Halley). Його основні відмінності — це розмір екрану (3,0 "), кольори (16 мільйонів), тип сенсорного екрана (ємнісний) і акумулятор (980 мАг).
Телефон також поставляється під маркою S5230W c підтримкою Wi-Fi. Він називається Samsung Star Wi-Fi.
Існує також версія цього телефону, який підтримує  NFC, але вона доступна тільки на обмеженій основі для використання в дослідженнях NFC.

## Комплект поставки
Стандарт